# Medetera ravida
Medetera ravida är en tvåvingeart som beskrevs av Negrobov 1970. Medetera ravida ingår i släktet Medetera och familjen styltflugor. Inga underarter finns listade i Catalogue of Life.